# Брама (роман)
«Брама» (англ. Gateway) — науково-фантастичний роман 1977 року американського письменника Фредерика Пола. Це перший роман саги про гічі (англ. Heechee); в цьому Всесвіті автором написано ще декілька сиквелів. Роман було адаптовано в комп'ютерну гру в 1992 році.
Роман «Брама» завоював:
- Премію Г'юго за найкращий роман 1978 року,[2]
- Премію «Локус» за найкращий науково-фантастичний роман 1978 року,[2]
- Премію «Неб'юла» за найкращий роман 1977 року,[3]
- Меморіальну премію імені Джона Кемпбелла 1978 року.[2]

Gateway була опублікована в журналі Galaxy до того, як вийшла друком у твердій обкладинці. Короткий заключний розділ, скорочений перед публікацією, був пізніше опублікований у серпневому номері Galaxy за 1977 рік.

## Історія публікацій
Роман «Брама» був спочатку надрукований розділами у журналі «Galaxy» (перший — у листопаді 1976 р.) до його публікації в твердій палітурці. Коротка заключна глава, обрізана до публікації, пізніше була опублікована у випуску журналу від серпня 1977 року.

## Сюжет
Брама — це космічна станція, вбудована в порожнистий астероїд, що її побудували гічі, давно зникла інопланетна раса. Люди мають обмежений успіх в розумінні технологій гічі на цій станції та в інших місцях Сонячної системи. Корпорація «Брама» управляє астероїдом від імені урядів США, СРСР, Нової Народної Азії, Венеріанської Конфедерації і Сполучених Штатів Бразилії.
На Брамі є близько тисячі невеликих, покинутих зорельотів. Надзвичайно небезпечним методом проб і помилок люди вчаться, як управляти кораблями. Ніхто не знає, куди приведе зореліт певна комбінація параметрів на панелі управління або як довго триватиме політ.
Ті, хто ризикує своїм життям, набивають обмежений простір спорядженням і, сподіваюся, достатньою кількістю їжі для подорожі, але іноді цього буває недостатньо, і вони змушені спочатку вдатися до канібалізму, а якщо цього недостатньо, до самогубства.
Спроби зворотного проектування, щоб з'ясувати, як вони працюють, закінчитися тільки катастрофою, так само як і зміна параметрів у польоті. Більшість параметрів веде до непотрібних або смертельних місць. Кілька, однак, привели до виявлення артефактів гічі і планет, придатних для життя; це збагатило пасажирів (корпорацію «Брама»). Зорельоти бувають трьох стандартних розмірів — для одного, трьох або п'яти людей. Деякі «трійки» і «п'ятірки» оснащені зброєю. Кожен корабель включає в себе посадковий модуль, щоб відвідати планету або інший об'єкт, якщо він знайдений.
Незважаючи на ризик, багато людей на злиденній, переповненій, голодній Землі мають надію потрапити до Брами. Робінетт Стетлі Броудгед — відомий як Робін, Роб, Роббі, або Боб, в залежності від обставин і його стану душі — це молодий шахтар з видобутку харчового сланцю, який виграє в лотерею достатньо грошей, щоб купити квиток в один кінець до Брами. Опинившись там, він лякається небезпеки і відкладає відправку на місію як можна довше. Врешті-решт у нього закінчуються гроші, і хоча він наляканий, він здійснює три подорожі.
Перша — разом із своїм романтичним захопленням — Геллою-Кларою Мойнлін та ще трьома членами екіпажу не приносить ніяких артефактів, а отже і грошей. Це призводить до сварок із Кларою, і він зрештою лупцює її і вони розстаються.
У другій він робить відкриття, за допомогою несанкціонованих експериментів, він знаходить коротший на 100 днів шлях до Брами 2 (меншої недобудованої станції гічі) але бонус, який він отримує, зменшується на великий штраф за шкоду зорельоту.
Для його третьої подорожі Корпорація пробує відправити два кораблі-«п'ятірки», один трохи пізніше іншого, в одному напрямку. Боб з розпачі підписується на політ, разом з Кларою, жінкою, яку він поступово полюбив на Брамі та яка бореться зі своїми страхами.
Коли кораблі прибувають у місце призначення, їхні екіпажі до свого жаху розуміють, що вони потрапили в гравітаційне захоплення чорнії діри без достатньої потужності, щоб звільнитися. Екіпажі розробляють відчайдушний план втечі: перевести всіх на один корабель і відштовхнути інший в чорну діру, тим самим отримуючи достатній імпульс, щоб врятуватися. Напружено працюючи, щоб перенести непотрібне обладнання і звільнити місце для людей, у призначений час Броудгед виявляється на самоті не в тому кораблі. Він закриває люк, так що план може продовжуватися. Випадково, його корабель — є тим, що виривається на свободу, залишивши решту членів екіпажу падати в чорну діру.
Броудгед повертається до Брами і отримує весь бонус. Він відчуває величезне почуття «провини вцілілого» за те, що залишив членів екіпажу, особливо Клару, і не впевнений в своїх спогадах, що він мав намір принести в жертву себе або інших, тому, повернувшись на Землю як заможна людина, він замовляє сеанси терапії у програми штучного інтелекту психотерапевта за Фрейдом, яку він називає Зіґфрід фон Психіатр.
Процес розвитку роману чергується у часі між досвідом Броудгеда на Брамі та його заняттями з Зіґфрідом і сходиться на травматичному моменті з чорною дірою. Зіґфрід допомагає йому усвідомити, що через гравітаційне уповільнення часу під дією величезного гравітаційного поля чорної діри, час там тече набагато повільніше для його колишньої команди і ніхто з них насправді ще не помер. Броудгед, однак, приходить до висновку, що це означає, що вони все ще будуть вмирати, коли він помре через декілька десятиліть, і Клара на той момент все ще буде вважати, що він зрадив їх, щоб врятувати себе.
Також в роман включені різні звіти про відрядження (як правило, з жертвами), технічні бюлетені та інші документи, які Броудгед міг прочитати на Брамі, додаючи правдоподібності. Економічна сторона життя на Брамі детально виписана, починаючи з договору, який всі дослідники повинні укладати з корпорацією «Брама», та включаючи порядок розподілу деяких винагород.

## Телесеріал
У 2015 році, Variety повідомило, що телесеріал «Брама» буде написаний і спродюсований Девідом Ейком і Джошем Пате для Sci Fi Channel.

## Переклад українською мовою
- Фредерік Пол. Брама - Харків: Книжковий Клуб «Клуб Сімейного Дозвілля»\Переклад Ю.В. Єфремов — 2017 ISBN 978-617-12-3423-9